# Cather (cràter)
Cather és un cràter d'impacte en el planeta Venus de 24,6 km de diàmetre. Porta el nom de Willa Cather (1876-1947), escriptora estatunidenca, i el seu nom va ser aprovat per la Unió Astronòmica Internacional el 1985.